# Michaela Kocianová
Michaela Kocianová (* 29. prosince 1988, Trenčín) je slovenská topmodelka.

## Život
Pochází ze slovenského Trenčína. Vystudovala hotelovou akademii v Trenčíně. Od roku 2009 žije v New Yorku.
V roce 2004 se umístila na národním finále na 2. místě v soutěži Kenvelo Elite Model Look Slovakia 2004. Poté se na světovém finále Elite Model Look International 2004, které se konalo 2. prosince 2004 v čínské Šanghaji, probojovala do TOP 15.
V roce 2013 byla ambasadorkou a moderátorkou slovenských castingů Schwarzkopf Elite Model Look.
Michaela je historicky první Slovenka, která předváděla pro show Victoria´s Secret.
Jejím přítelem byl např. Guy Ritchie, Leoš Mareš, Filip Šebo atd.